# 보길동초등학교 예송분교
보길동초등학교 예송분교는 대한민국 전라남도 완도군 보길면 예송1길 25-2(예송리)에 있었던 초등학교 분교이다.

## 연혁
- 일자미상 예송국민학교 설립 인가
- 1958년 4월 1일 예송국민학교 개교
- 일자미상 정자국민학교 승격 인가
- 1967년 4월 1일 도서벽지학교 '을'급 지정
- 1986년 1월 1일 도서벽지학교 '다'급 조정
- 1988년 3월 1일 보길동국민학교 분교장 격하 편입
- 1996년 3월 1일 보길동초등학교 예송분교 개편
- 2001년 9월 1일 폐교 및 보길초등학교 통폐합